# 川上つよし
川上 つよし（かわかみ つよし、1967年（昭和42年）1月21日 - ）は、日本のベーシスト。東京スカパラダイスオーケストラ、川上つよしと彼のムードメイカーズのベースとして活動。血液型はB型。

## 作品
- 東京スカパラダイスオーケストラ - 東京スカパラダイスオーケストラ#ディスコグラフィー
- 川上つよしと彼のムードメイカーズ - 川上つよしと彼のムードメイカーズ#ディスコグラフィ

## 著書
- 川上つよし『無類の面倒くさがり屋がゆく―Tokyo Ska Paradise Orchestra 川上つよしのつれづれ日記』賃貸住宅ニュース社（原著1998年9月1日）。ISBN 978-4925115018。
- 川上つよし『オマエにマンマーク!』ソニーマガジンズ（原著2006年7月1日）。ISBN 978-4789728843。（サッカーエッセイ）

### 参加作品
| アーティスト                                   | リリース日    | タイトル                              | 楽曲          |
| ---------------------------------------------- | ------------- | ------------------------------------- | ------------- |
| 曽我部恵一 with 川上つよし • 茂木欣一 • 沖祐市 | 2006年8月30日 | Niagara Summer〜Niagara Cover Special | A面で恋をして |

## 出演

### TV
- 空耳アワー
- たけ団地

過去
- JUSTA TV

### ラジオ
- J-WAVE HOLIDAY SPECIAL

## 関連人物・項目
- 石川直宏
- 川勝正幸